# Polo nos Jogos Olímpicos de Verão de 1920
O Pólo nos Jogos Olímpicos de Verão de 1920 foi realizado em Antuérpia, na Bélgica. O esporte retornou aos Jogos Olímpicos após ter ficado ausente da edição anterior em Estocolmo.

## Medalhistas
|  | GBR Grã-Bretanha                                               |  | ESP Espanha |  | USA Estados Unidos                                        |
|  | Tim Melvill Frederick W. Barrett John Wodehouse Vivian Lockett |  | Leopoldo Sainz de la Maza Jacobo Fitz-James Stuart Hernando Fitz-James Stuart Álvaro de Figueroa José de Figueroa y Alonso-Martínez |  | Arthur Harris Terry Allen John Montgomery Nelson Margetts |

## Resultados
|  | Semifinais | Semifinais         | Semifinais |  |  | Final          | Final              | Final          |
|  |            |                    |            |  |  |                |                    |                |
|  |            | ESP Espanha        | 13         |  |  |                |                    |                |
|  |            | USA Estados Unidos | 3          |  |  |                |                    |                |
|  |            |                    |            |  |  |                | ESP Espanha        | 11             |
|  |            |                    |            |  |  |                | GBR Grã-Bretanha   | 13             |
|  |            | GBR Grã-Bretanha   | 8          |  |  |                |                    |                |
|  |            | BEL Bélgica        | 3          |  |  | Terceiro lugar | Terceiro lugar     | Terceiro lugar |
|  |            |                    |            |  |  |                | USA Estados Unidos | 11             |
|  |            |                    |            |  |  |                | BEL Bélgica        | 3              |